# Baterea în lemn
A bate în lemn este un obicei și superstiție întâlnite în lumea occidentală.